# بلدية أبلاندس-برو
بلدية Upplands-Bro هي بلدية في مقاطعة ستوكهولم في شرق وسط السويد. يقع مقرها في مدينة Kungsängen.
تشكلت البلدية في عام 1952 من خلال دمج خمس بلديات ريفية في مقاطعة أوبسالا. وفي عام 1971 تم تحويلهم إلى مقاطعة ستوكهولم.

## جغرافية
تقع بجانب بحيرة مالارين وتتميز بطبيعتها.
الغالبية العظمى من السكان تقع في واحدة من ثلاث مدن:
- Kungsängen (عدد سكانها 7500).
- Bro (عدد سكانها 6.200)
- Brunna (عدد سكانها 4000)

ومعظم المناطق المتبقية يتم احتلالها في الريف، وجزء كبير منها هو جزء زراعي.
تقع البلدية في الأجزاء الجنوبية من مقاطعة أوبلاند على الشاطئ الشرقي لبحيرة مالارين. تقع حدود Upplands-Bro على الحدود الشمالية الشرقية لبلدية Sigtuna، ومن الشرق إلى بلدية Upplands Väsby، ومن الجنوب الشرقي إلى بلدية Järfälla ومن الجنوب إلى بلدية Ekerö (الحدود البحرية)، وكل ذلك في مقاطعة ستوكهولم.  علاوة على ذلك، تقع البلدية في الحدود الغربية لبلدية Enköping (الحدود البحرية) وبلدية Håbo، وكلاهما في مقاطعة أوبسالا.

## إحصائية السكان في البلدية

### التنمية السكانية
| Year                                         | Population |
| -------------------------------------------- | ---------- |
| 1970                                         | 10٬936     |
| 1975                                         | 14٬792     |
| 1980                                         | 18٬489     |
| 1985                                         | 19٬887     |
| 1990                                         | 20٬191     |
| 1995                                         | 20٬025     |
| 2000                                         | 20٬878     |
| 2005                                         | 21٬327     |
| 2010                                         | 23٬676     |
| 2015                                         | 25٬789     |
| 2017                                         | 27٬614     |
| المصدر: SCB - Folkmängd efter region och år. |            |

### سكان مع خلفية أجنبية
في 31 كانون الأول (ديسمبر) 2017، بلغ عدد الأشخاص الذين لديهم خلفية أجنبية (الأشخاص المولودين خارج السويد أو مع والدين مولودين خارج السويد) 9646، أو 34.93٪ من السكان (27 614 في 31 ديسمبر 2017).
في 31 ديسمبر 2002، كان عدد السكان الذين لديهم خلفية أجنبية (حسب التعريف نفسه) 5002، أو 23.64٪ من السكان (21162 في 31 ديسمبر 2002). في 31 ديسمبر 2017 كان هناك 27614 من السكان في أبلاندس برو، منهم 7088 (25.67٪) شخصًا وُلد في بلد غير السويد. مقسومًا على البلدان في الجدول أدناه - تم تضمين بلدان الشمال الأوروبي بالإضافة إلى 12 بلدًا من أكثر المواليد شيوعًا خارج السويد للمقيمين السويديين، مع بلدان المواليد الأخرى التي تم تجميعها معًا بواسطة إحصائيات السويد .
| بلد الميلاد    | بلد الميلاد                                                                                              | بلد الميلاد |
| -------------- | --- | ----------- |
| 31 ديسمبر 2017 | |             |
| 1              | وصلة=\|حدود السويد                                                                                       | 20٬526      |
| 2              | وصلة=\|حدود فنلندا                                                                                       | 987         |
| 3              | وصلة=\|حدود الاتحاد الأوروبي : بلدان أخرى                                                                | 776         |
| 4              | آسيا : بلدان أخرى                                                                                        | 721         |
| 5              | وصلة=\|حدود العراق                                                                                       | 632         |
| 6              | أفريقيا : بلدان أخرى                                                                                     | 611         |
| 7              | وصلة=\|حدود بولندا                                                                                       | 453         |
| 8              | جنوب امريكا                                                                                              | 435         |
| 9              | وصلة=\|حدود إيران                                                                                        | 404         |
| 10             | وصلة=\|حدود سوريا                                                                                        | 281         |
| 11             | وصلة=\|حدود أوروبا خارج الاتحاد الأوروبي: بلدان أخرى                                                     | 263         |
| 12             | وصلة=\|حدود الصومال                                                                                      | 213         |
| 13             | وصلة=\|حدود إرتريا                                                                                       | 200         |
| 14             | أمريكا الشمالية                                                                                          | 165         |
| 15             | وصلة=\|حدود ألمانيا                                                                                      | 142         |
| 16             | وصلة=\|حدود تايلاند                                                                                      | 140         |
| 17             | وصلة=\|حدود النرويج                                                                                      | 132         |
| 18             | وصلة=\|حدود أفغانستان                                                                                    | 118         |
| 18             | وصلة=\|حدود البوسنة والهرسك                                                                              | 118         |
| 18             | وصلة=\|حدود تركيا                                                                                        | 118         |
| 21             | وصلة=\|حدود يوغوسلافيا / وصلة=\|حدود يوغوسلافيا · يوغوسلافيا الاتحادية / وصلة=\|حدود صربيا والجبل الأسود | 56          |
| 22             | وصلة=\|حدود الدنمارك                                                                                     | 49          |
| 23             | وصلة=\|حدود آيسلندا                                                                                      | 27          |
| 24             | وصلة=\|حدود الاتحاد السوفيتي                                                                             | 25          |
| 25             | أوقيانوسيا                                                                                               | 14          |
| 26             | بلد الميلاد غير معروف                                                                                    | 8           |

## وسائل النقل العامة
يخدم البلدية نظام ستوكهولم للنقل العام الذي تديره SL. كانت Kungsängen هو المحطة الشمالية الغربية الاخيرة لشبكة سكك حديد ستوكهولم، ولكن في عام 2000 امتد هذا الخط ليشمل Bålsta في مقاطعة Uppsala وتم بناء محطة جديدة في Bro. تم بناء مستودع جديد للقطارات في البلدية مؤخرًا. وهناك شبكة الحافلات أيضا التي تغطي المناطق الداخلية في البلدية.

## التاريخ
كما هو واضح من شعار النبالة، تفخر Upplands-Bro بتاريخها السابق للتاريخ، وتفتخر ببعض أقدم البقايا القديمة في السويد. من العصر الحديدي، تم العثور على حوالي 4000 مكان للدفن ، وتشمل بقايا من عصر فايكنغ 20 رونستون.
تستضيف كل واحدة من الأبرشيات الست كنيسة من العصور الوسطى ، بنيت بين 1100 - 1400.
في القرن الخامس عشر، تم بناء قلعة الماريستاكيت في البلدية، إلى الشرق مباشرة من موقع Kungsängen الحالي. كان مقر رئيس أساقفة السويد حتى حاصر رئيس الأساقفة غوستاف تروللي نفسه هناك في عام 1517، مما أدى إلى هدم القلعة في عام 1519. لا يزال من الممكن زيارة الآثار.
منذ عام 1970 ، تقع القاعدة الرئيسية لفرسان حرس الفرسان / مشاة مجتمعين في Upplands-Bro. ويقوم الفوج بتدريب شركات المجندين من المشاة الآلية والحرس الملكي والشرطة العسكرية . كما أنها موطن المركز الدولي للقوات المسلحة السويدية (سويدنت).
منذ عام 1970، تقع القاعدة الرئيسية لفرسان حرس العاصمة (LIVGARDET) في Upplands-Bro. ويقوم الفوج بتدريب شركات المجندين من المشاة الآلية والحرس الملكي والشرطة العسكرية. كما أنها موطن المركز الدولي للقوات المسلحة السويدية (SWEDINT).

## روابط خارجية
- بلدية Upplands-Bro - الموقع الرسمي